# NGC 5850
NGC 5850 est une vaste galaxie spirale barrée située dans la constellation de la Vierge. Sa vitesse par rapport au fond diffus cosmologique est de 2 735 ± 13 km/s, ce qui correspond à une distance de Hubble de 40,3 ± 2,8 Mpc (∼131 millions d'al). NGC 5850 a été découverte par l'astronome germano-britannique William Herschel en 1786.
La classe de luminosité de NGC 5850 est II et elle présente une large raie HI. Selon la base de données Simbad, NGC 5850 est une galaxie LINER, c'est-à-dire une galaxie dont le noyau présente un spectre d'émission caractérisé par de larges raies d'atomes faiblement ionisés.
À ce jour, sept mesures non basées sur le décalage vers le rouge (redshift) donnent une distance de 18,700 ± 4,629 Mpc (∼61 millions d'al), ce qui est loin à l'extérieur des valeurs de la distance de Hubble. Notons que c'est avec la valeur moyenne des mesures indépendantes, lorsqu'elles existent, que la base de données NASA/IPAC calcule le diamètre d'une galaxie et qu'en conséquence le diamètre de NGC 5850 pourrait être d'environ 58,7 kpc (∼191 000 al) si on utilisait la distance de Hubble pour le calculer.

## Morphologie
NGC 5850 a été utilisée par Gérard de Vaucouleurs comme une galaxie de type morphologique SB(r)b dans son atlas des galaxies,.
Eskridge, Frogel et Pogge ont publié un article en 2002 décrivant la morphologie de 205 galaxies spirales rapprochées. Les observations ont été réalisées dans la bande H de l'infrarouge et dans la bande B (le bleu). Selon Eskridge et ses collègues, NGC 5850 est une galaxie spirale de type SB(r)ab dans la bande B et de type SB(r)0/a dans la bande H. Elle présente une source nucléaire elliptique. Les isophotes du bulbe externe sont presque circulaires. Le bulbe est traversé par une très longue barre inclinée à 60 degrés par rapport au bulbe intérieur. La barre montre à ses extrémités des anses lumineuses brillantes. Les extensions des anses forment un anneau intérieur complet et au-delà elles se poursuivent et prennent une forme spirale peu lumineuse à plus grande échelle. Elles semblent aussi former un pseudo-anneau externe incomplet.

## Une paire de galaxie?

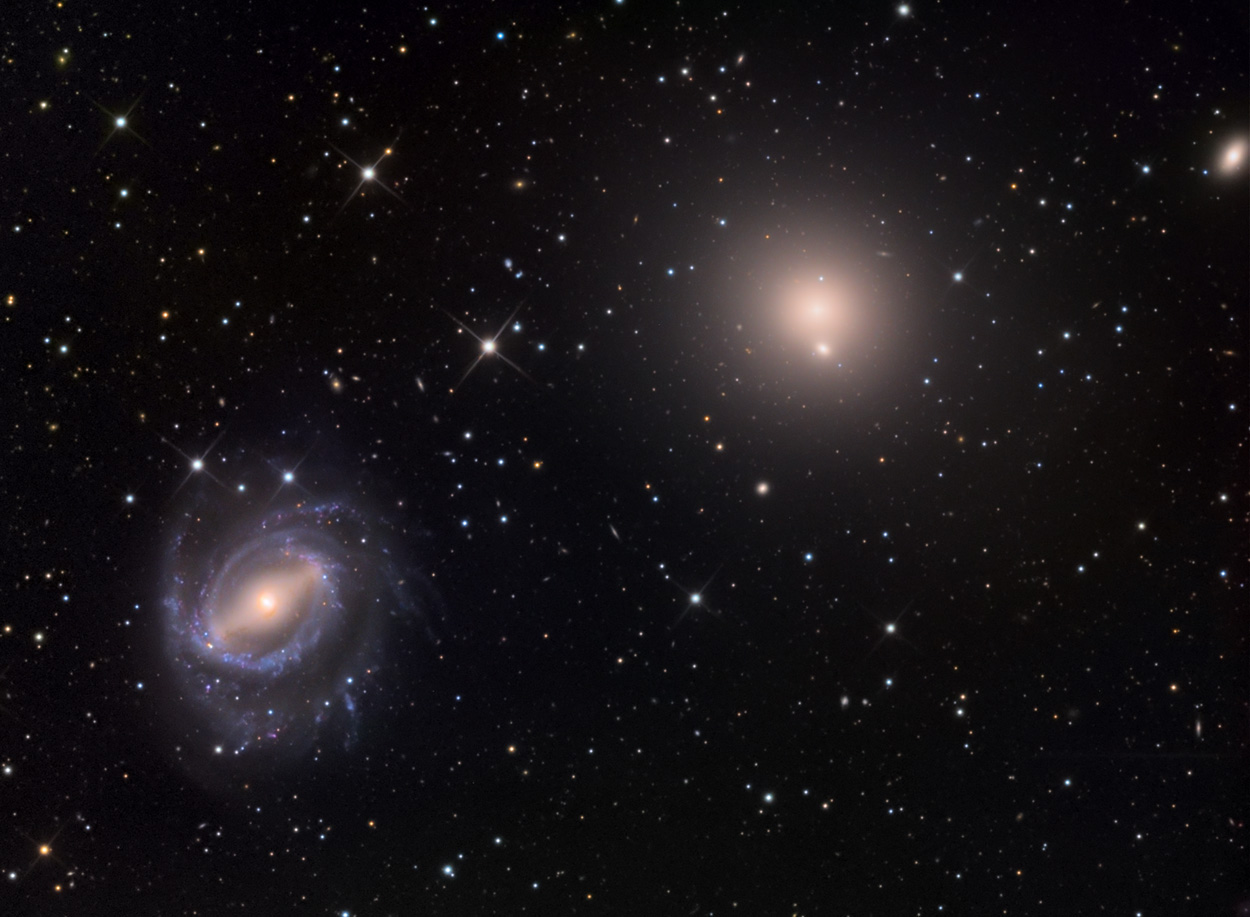
NGC 5846 (à droite) et NGC 5850 par Adam Block (Observatoire du mont Lemmon/Université de l'Arizona).

NGC 5850 est à environ 10' de NGC 5846, mais la distance entre ces deux galaxies est presque de 40 millions d'année-lumière. Elle ne forme donc probablement pas une paire physique de galaxies, mais certains suggèrent que ces deux galaxies pourraient avoir connu une rencontre à haute vitesse il y a environ 200 millions d'années.

## Supernova
La supernova SN 1987B a été découverte dans NGC 5850 le 24 février 1987 par l'astronome amateur australien Robert Evans. Le type de cette supernova n'a pas été déterminé.